# Агенда (богослужение)
Агенда (лат. Agenda, от agere, действовать) — богослужебная книга, сборник церковных обрядов и правил у лютеран; то, что у православных разделено на «служебник» и «требник».

## Терминология
Словом «агенда» латинские христианские писатели называли богослужение вообще и литургию в частности. Встречались такие выражения:
- agenda diei — повседневная церковная служба;
- agenda mortuorum — служба по умершим.

Протестанты «агендой» называли сборник последовательного изложения литургии и молитв при других требах; что у православных разделено на две отдельные книги — «служебник» и «требник».

## История
Разделение Германии на множество малых и великих государств, в которых вместе с политической автономией развилась и церковная, привело, со времени отделения протестантов от папского католичества, к созданию многих агенд, которые можно характеризовать так:
- чисто лютеранские (в XVI веке преобладали в области Нюрнберга и в Саксонии);
- ближе к католичеству (преобладали в Бранденбурге);
- ближе к кальвинизму (преобладали в Пфальце, Бадене и Эльзасе).

В конце XVIII века сильные политические и религиозные потрясения во Франции повлияли и на Германию. Когда философия взяла верх в делах духовных, разум стал преобладать над фантазией, размышление — над чувством, то труд по исправлению литургий продолжался. В последней трети XVIII века новые агенды появились во многих немецких общинах: в Пфальце (1783), Линдау (1784), Курляндии (1786 и 1792), Гамбурге (1788), Ольденбурге (1795), Шлезвиг-Гольштейне (1797), Ангальт-Бернбурге (1800), Вюртемберге (1809 и 1822), Саксонии (1812), Базеле (1826), а также в Швеции (1809).

### Прусская королевская агенда
Там, куда не проникли новые литургии (Ганновер, Мекленбург), каждый проповедник мог совершать церковные требы по своему усмотрению. Поэтому прусский король Фридрих Вильгельм III, по окончании политического потрясения 1813-14 годов, постарался однообразить общественное богослужение и воспользовался агендой для соединения религиозных партий, преимущественно протестантов и кальвинистов, расходившихся в учении о евхаристии.
Создав ещё в 1798 году комиссию для исправления служебника, король дал в 1814 году поручение епископу Эйлерту составить новую агенду. Работу протестантского епископа король посчитал неудачной, тем не менее в 1816 году появилась агенда «для придворной и гарнизонной церкви в Потсдаме и гарнизонной церкви в Берлине», в составлении которой участвовал сам король. Ещё тщательнее король отнёсся к составлению другой агенды, встретившую сопротивление руководителей церкви, сам Шлейермахер издал резкую критику на труд, показывавший усердие в вере, но мало удовлетворявший разум. Консистория и суперинтенданты не могли отказаться от своих прав, но король, стремясь к повсеместному единству, решился ввести свою литургию в общее пользование. В 1822 году появилась «Церковная агенда для придворной и главной церкви в Берлине»; каждому приходу был послан её экземпляр с собственноручной подписью короля.
28 мая 1825 года король издал рескрипт с объяснением доброй цели агенды и того обстоятельства, что из 7782-х церквей она принята в 5243-х; а 2 июня 1826 года, когда 6/7 духовных лиц объявили своё согласие принять новую агенду, то её принятие стало обязательным для каждого, желавшего стать проповедником.
Великий герцог баденский пожелал ввести у себя прусскую агенду и сделал это сначала 10 января 1829 года в придворно-гарнизонной церкви в Карлсруэ. И другие немецкие области принялись за очищение и совершенствование своих служебников путём их приближения к старым образцам.
Содержание прусской агенды
Содержание прусской агенды отличается церковным духом:
- богослужение открывается пением,
- затем проповедник приветствует народ словами: «во имя Отца и Сына и Св. Духа, аминь; наша помощь от Господа, сотворившего небо и землю»;
- следует общая исповедь, чтение из Библии, малое славословие, «Господи помилуй», великое славословие, «мир вам»,
- чтение из апостольских посланий с прокимном и аллилуйя,
- чтение евангелия,
- символ веры (по выбору — апостольский, никейский или афанасьев),
- возгласы: «Господь с вами», «горе́ имеем сердца», «благодарим Господа, нашего Бога», «достойно и праведно»; «свят, свят, свят»;
- общая церковная молитва;
- «Отче наш»;
- после этого проповедник поднимается на кафедру и после пропетия народом гимна говорит проповедь, делает объявления и даёт благословение;
- у алтаря происходит увещание к причастникам, по краткой молитве, освещение даров (народ стоит на коленях), причащение, благодарственная молитва, благословение и краткая песнь, завершающая богослужение.

### В России
Прусский служебник для евангелических лютеранских церквей был высочайше утверждён в России 20 декабря 1832 года и помещён во втором Полном собрании законов Российской империи, том VII, N 5870.